# Boulevard Patriarch Ewtimij
Boulevard Patriarch Ewtimij (bulgarisch булевард Патрирах Евтимий, englisch Patriarch Evtimiy Boulevard, umgangssprachlich bulgarisch Попа/Popa) ist eine zentrale Straße im Zentrum der bulgarischen Hauptstadt Sofia, welche nach dem Patriarch der Bulgarisch-Orthodoxen Kirche Euthymios von Tarnowo benannt ist. Die Straße verläuft in westlicher Richtung, beginnend an der Kreuzung mit der Graf-Ignatiew-Straße. Dort an der Straßennummer 2 befindet sich das alte Gebäude des Sofioter Notariats. Entworfen im Jahr 1899 ursprünglich als Wohnhaus für seinen Bruder Ing. Michail Momtschilow und seine Frau Baronesse F. von Uslar-Gleichen von dem bekannten bulgarischen Architekten Petko Momtschilow, ist es seit 1978 als Baudenkmal ausgewiesen. Im weiteren Straßenverlauf kreuzt der Boulevard die Rakowski-Straße und führt entlang des Parks vor dem Nationalen Kulturpalast. Dort befindet sich die Kreuzung mit dem Witoscha Boulevard. Die Straße endet an der Kreuzung mit dem Boulevard Botew.
Ursprünglich wurde die Straße mit bepflanzten Mittelstreifen angelegt und war in beiden Richtungen befahrbar. Nach dem Bau des Nationalen Kulturpalastes wurde der Verkehr in Richtung Osten über einen Tunnel geleitet, der Boulevard Patriarch Ewtimij ist seither eine Einbahnstraße nur für den Verkehr in westlicher Richtung.
Unter dem Boulevard verläuft die Linie M3 der Metro Sofia, über ihn verlaufen mehrere Oberleitungsbuslinien.

## Galerie

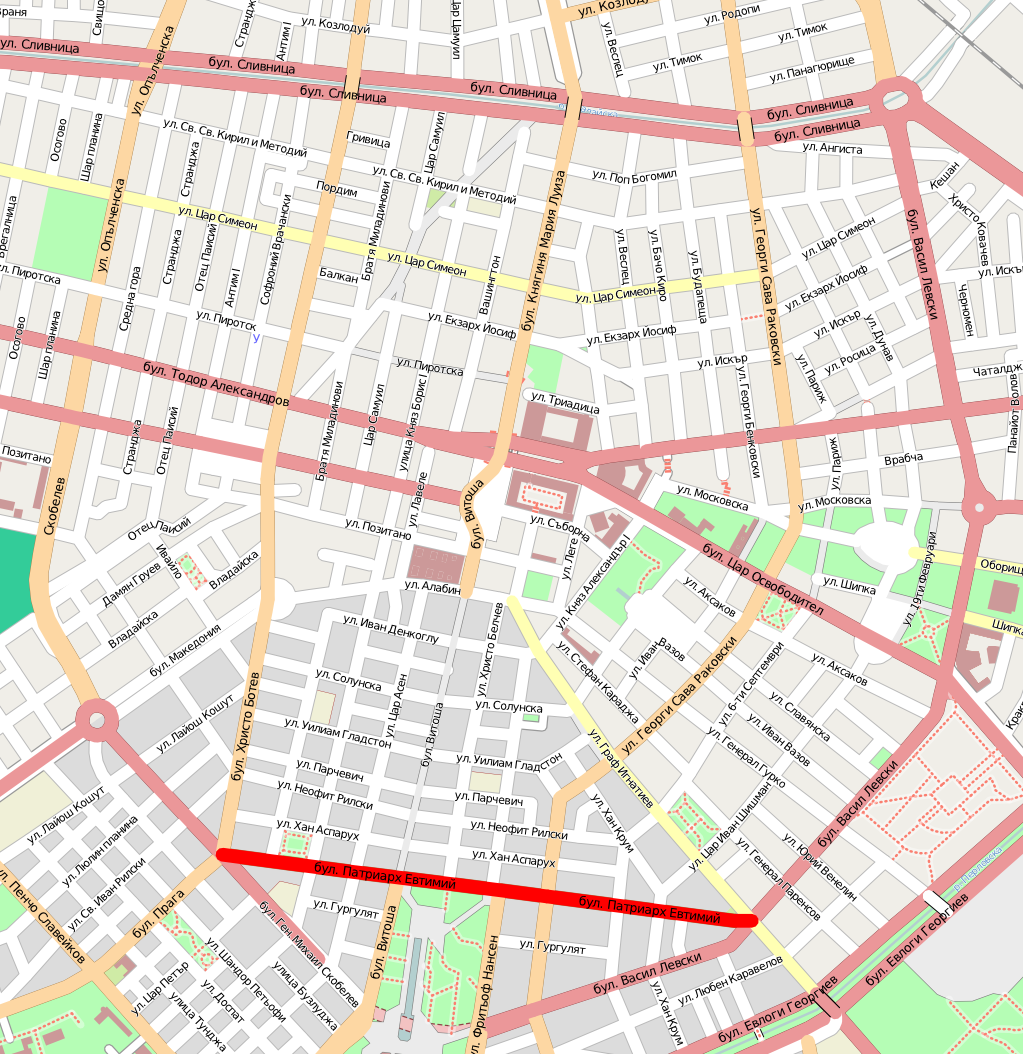
Boulevard Patriarch Ewtimij auf der Karte von Sofia
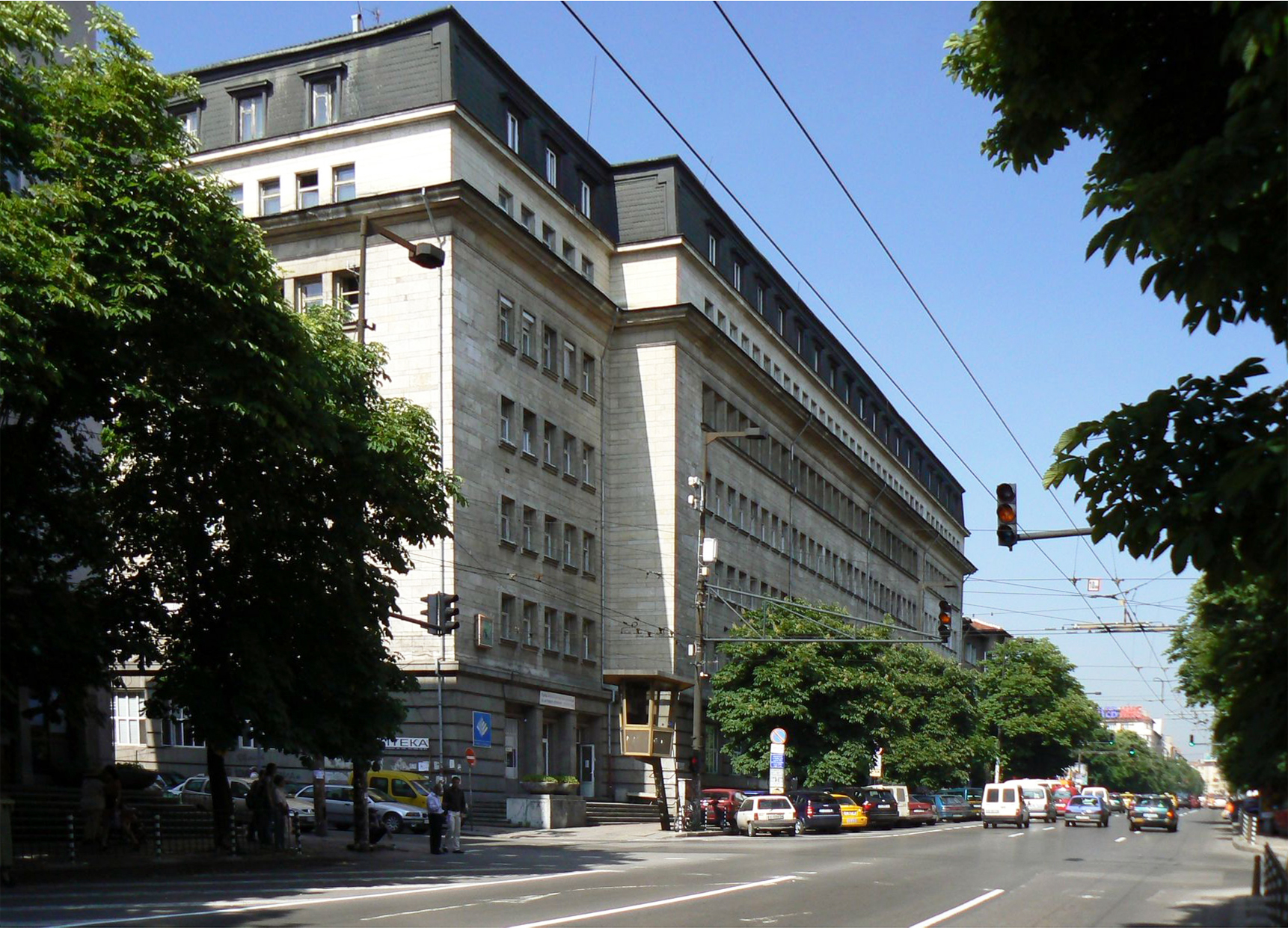
An der Kreuzung mit Rakowski-Straße befindet sich das Erste Stadtkrankenhaus „Johannes der Täufer“